# Bit Zamani

Estats arameus a Mesopotàmia al segle IX aC

Bit Zamani fou un territori sota administració assíria, poblat per arameus que devien gaudir d'autonomia, que va existir entre el Tigris i l'Eufrates entre el segle xiii i el XI aC, passant llavors a ser un estat governat com estat independent per una dinastia aramea, aviat sotmès a Assíria. La capital era Amedi (moderna Diyarbekir). La població inicial era hurrita però va rebre importants aportacions d'arameus.
L'ocupació assíria del Tigris superior va començar a l'inici del segle xiii aC sota Adadnirari I (vers 1295-1275 aC) i Salmanassar I (vers 1275-1235 aC) i llavors Bit Zamani ja apareix amb aquest nom com una província assíria. El nom de persona Zamani ja està testimoniat al segle xviii aC, i com a lloc geogràfic apareix a un text de la ciutat de Sibaniba (moderna Tell Billa) que esmenta a Assurkasid fill de Belgarrad, hassihlu  del halsi de Bit Zamani. El terme hassihlu seria equivalent a belpaheri un altre càrrec administratiu més corrent que vol dir governador; els deures concrets d'un hassihlu no es coneixen però és evident que tenia sota el seu control un territori (halsi) que portava el nom de Bit Zamani i per aquest nom cal suposar que ja hi havia una població tribal aramea important.
El nom no torna a aparèixer fin dos segles després sota Ashurbelkala (1074-1056 aC) que va fer una campanya contra els akhlamu a les muntanyes Kashiari i a la ciutat de Shinamu o Shinabu que estava a la vora de Bit Zamani i probablement sota la seva dependència. Vers la meitat del segle xi aC Assíria va perdre el control de la regió del Tigris superior.
Sota Tukultininurta II (891-884 aC), Bit Zamani estava governat per un no assiri, un arameu de nom Amme-ba'li (Ammi Baal), que estaria revoltat contra l'autoritat reial. Tukultininurta va fer una campanya contra Nairi i contra Amme-ba'li al final de la qual aquest darrer va acceptar pagar tribut i governar sense ajudar mai als enemics del rei d'Assíria. Sota Assurnasirpal II (884-859 aC) Amme-ba'li va tornar a pagar tribut (882 aC) junt amb altres reis del Nairi, pagament que va fer a la ciutat de Tushan, on havia anat el rei d'Assíria per rebre aquest tribut; la ciutat fou convertida en graner reial i centre de recollida de tributs. La inscripció diu que a causa de la fam al país molta gent s'havia traslladat a Shubru que seria la regió de Shubria al nord del Tigris. Entre les principals ciutats, a part Amedi, cal esmentar Shinabu, que estaria localitzada a Pornak (a uns 30 km a l'oest de Bismil), Tidu (Taidu), situada a Uctepe a 13 km a l'oest de Bismil, Tushan a 12 km a l'est de Bismil, i Damdamusa, que podria estar al nord o al sud d'Amedi (si era al sud, opinio sostinguda per diversos autors, Damdamusa estaria a mig camí entre Taidu i Tushan, a Aktepe. Tushan de fet va passar a control directe assiri abans del 882 aC, en data desconeguda.
El 880 aC Amme-ba'li fou enderrocat pels nobles del regne. El rei d'Assíria va marxar al país, va matar l'usurpador (Bur Ramanu) i va posar al tron a un home anomenat Ilanu el càrrec del qual (nasiku) sembla més aviat xeic o cap de tribu que rei. Shinabu i Tidu (Taidu) i potser Damdamusa foren agregades a domini directe assiri. L'estat era cap cop més reduït.
En aquest temps l'organització administrativa era probablement la de dues províncies: Taidu (o Ta'idu) seu d'un belpaheri (governador) amb seu a la ciutat del mateix nom que devia ser propera a Tushan que també era capital provincial sota un salrin (potser un governador de rang inferior).
El 866 aC el rei Assurnasirpal II que es creu que venia del nord, va atacar al nasiku Ilanu per causes no conegudes. La primera ciutat ocupada fou Damdammusa i tot seguit es va presentar a Amedi que va ocupar. Ilanu hauria estat deposat i sembla que l'autonomia de Bit Zamani es va acabar.

## Reis o xeics de Bit Zamani
- Amme-ba'li (Ammi Baal) vers 900-880 aC
- Bur Ramanu 880 aC
- Ilanu 880-866 aC